# ويليام ويب
ويليام ويب (1851 في نيوزيلندا - 1913 في نيوزيلندا) (بالإنجليزية: William Webb)‏ هو لاعب كريكت نيوزلندي.

## وصلات خارجية
- ويليام ويب على موقع إي آس بي آن كريك إنفو (الإنجليزية)